# Hans Reucker
Hans Reucker (* 29. Juli 1905 in Sinn; † 5. Mai 1976) war ein hessischer Politiker (SPD) und ehemaliger Abgeordneter des Hessischen Landtags.

## Ausbildung und Beruf
Hans Reucker machte nach dem Besuch der Volks- und Berufsschule in den Jahren 1919 bis 1922 eine Schlosserlehre.

## Politik
Hans Reucker war seit 1925 Mitglied der SPD. Vorher bereits war er im Jahr 1919 Gewerkschaftsmitglied geworden und Mitglied der Arbeiterjugendbewegung. Im Jahr 1932 wurde er für die SPD als Gemeindevertreter gewählt, verlor das Mandat aber mit der Machtergreifung der Nationalsozialisten 1933 wieder. Nach dem Zweiten Weltkrieg war er erneut zwischen 1945 und 1948 Gemeindevertreter und vom 21. Juni 1948 bis 1952 ehrenamtlicher Bürgermeister. Ab 1952 war er bis zu seinem Ausscheiden am 30. Juni 1970 hauptamtlicher Bürgermeister. Gleichzeitig war er von 1952 bis 1961 Kreisbeigeordneter. Vom 2. März 1961 war er (als Nachrücker für Arno Hennig) bis zum 30. November 1970 Mitglied des Hessischen Landtags.